# ICS Vortex

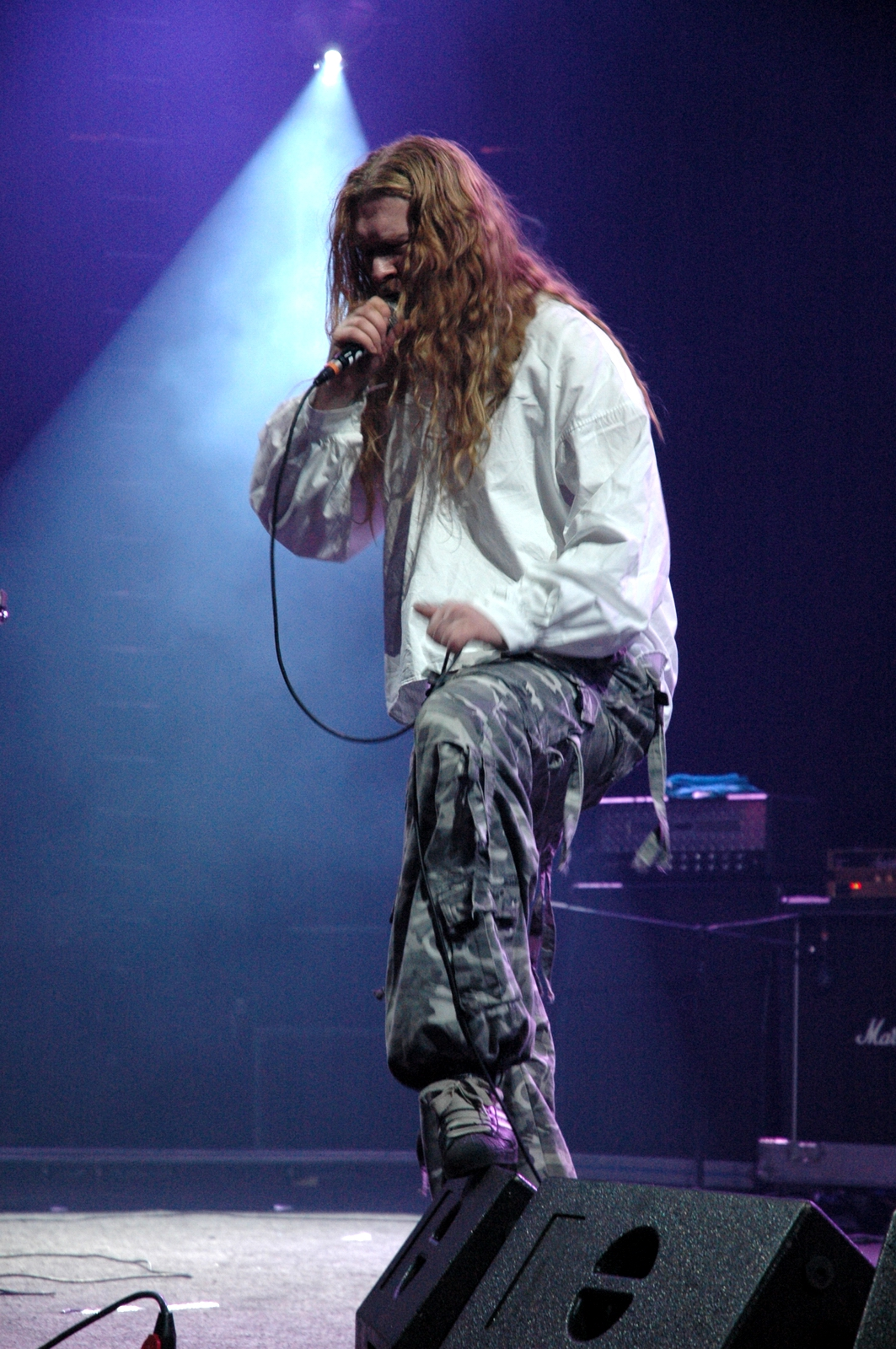
Simen Hestnæs na Metalmania Festival 2005 v Polsku

ICS Vortex (* 4. března 1974), vlastním jménem Simen Hestnæs, je norský baskytarista a zpěvák. Hraje a zpívá především black metal. V roce 2000 nastoupil do kapely Dimmu Borgir, ve které hrál až do roku 2009. Dále hrál v kapele Arcturus, Borknagar, Dagoba, Lamented Souls, Ved Buens Ende a ve své sólové dráze s názvem ICS VORTEX.

## Diskografie

### S kapelou Dimmu Borgir
2000-2009

#### Studiová alba
- Puritanical Euphoric Misanthropia
- Death Cult Armageddon
- Stormblåst MMV
- In Sorte Diaboli

Před svým odchodem nazpíval pasáže pro skladby Gateways a Endings And Continuations, které se měly objevit na albu Abrahadabra. Nakonec je ale nazpívala Agnete Kjolsrud.

#### Živá alba
- Alive in Torment (Live)
- World Misanthropy (DVD/VHS)
- World Misanthropy (Live)

### S kapelou Arcturus
2005-2007, 2011-dodnes

#### Studiová alba
- Sideshow Symphonies

#### Živá alba
- Shipwrecked In Oslo

### S kapelou Borknagar
1997-2000, 2010 (turné), 2011-dodnes

#### Studiová alba
- The Olden Domain
- The Archaic Course
- Quintessence

### S kapelou Lamented Souls
- Soulstorm (demo)
- Demo '95 (demo)
- The Origins of Misery

### S kapelou Ved Buens Ende
- ...Coiled in Obscurity bootleg

### S kapelou Dagoba

#### studiová alba
- What Hell Is About

### Sólová dráha

#### studiová alba
- Storm Seeker